# Mare de Déu dels Consellers
Mare de Déu dels Consellers és una taula pintada a l'oli per l'artista Lluís Dalmau el 1445 i que es troba al Museu Nacional d'Art de Catalunya a Barcelona. Mostra els cincs consellers del govern municipal de Barcelona envoltant la Mare de Déu entronitzada amb el Nen Jesús i presentats per santa Eulàlia i sant Andreu. Representa un devot homenatge icònic dels consellers a la Mare de Déu com si es tractés d'una sacra conversazione. L'ús de la tècnica de l'oli de llinosa, la capacitat retratista i la incorporació del paisatge com a fons són una manifestació de la inspiració en la pintura flamenca de Jan van Eyck, de qui Dalmau és considerat un deixeble, especialment de La Mare de Déu del canonge Van der Paele.
És considerada com una de les primeres obres que introdueixen el concepte del retrat, tal com especificava el contracte de l'obra, i és també innovadora a Catalunya en l'aplicació de la tècnica de l'oli fent servir taula com a suport.

## Dades de context

### L'autor
Lluís Dalmau (València, ? - Barcelona, 1460?) va ser un pintor del gòtic català que va treballar al servei de la corona d'Aragó amb el rei Alfons el Magnànim. L'any 1431 el rei Alfons va enviar el seu pintor de cambra, el valencià Lluís Dalmau, a Flandes per a la contractació de tapissers amb l'objectiu d'organitzar tallers de tapisseria a València. Ho va fer amb una bossa de viatge de «cent florins al pes de Castella». Es creu que va ser allà on l'artista va conèixer i fins i tot va treballar al taller del pintor Jan van Eyck i segurament veuria també el retaule de L'adoració de l'Anyell Místic a la catedral de Sant Bavó de la ciutat de Gant, on es va instal·lar l'any 1432, així com La Mare de Déu del canonge Van der Paele datada el 1436, dues obres amb forta influència sobre el retaule dels Consellers.

### Relació de l'obra amb la seva època històrica
Durant el gòtic als segles xiv i xv a Catalunya les tendències pictòriques es varen decantar entre dues fonts d'influència que es varen anar alternant: Itàlia, d'una banda, i nord d'Europa, França i Flandes, de l'altra. Si a començaments del segle xiv, el nord era la referència, va canviar sobtadament el segon terç cap a un interès per l'estil provinent d'Itàlia. Fou un efecte que també es produí al centre d'Europa i especialment a Avinyó, on es varen concentrar bona part d'artistes italians. Entre 1390 i 1440, Catalunya tornà a mirar cap a França i Flandes, especialment a l'influent ducat de Borgonya. A partir de 1440, la vinculació i influència del tardogòtic dels primitius flamencs són paleses. Aquest gir de la pintura catalana cap a un nou paradigma figuratiu té molt a veure amb l'encanteri del rei d'Aragó Alfons el Magnànim, amic del duc de Borgonya Felip el Bo, cap a les noves propostes. Mitjançant aquesta coneixença, el rei Alfons havia adquirit almenys dues obres de Jan van Eyck avui en dia desaparegudes: el tríptic Lomellini, segons va narrar Bartolomeo Facio i un Sant Jordi adquirit el 1444 a Joan Gregori i copiat anys més tard pel pintor Colantonio, segons va descriure Pietro Summonte en una carta de 1524.

### L'estil

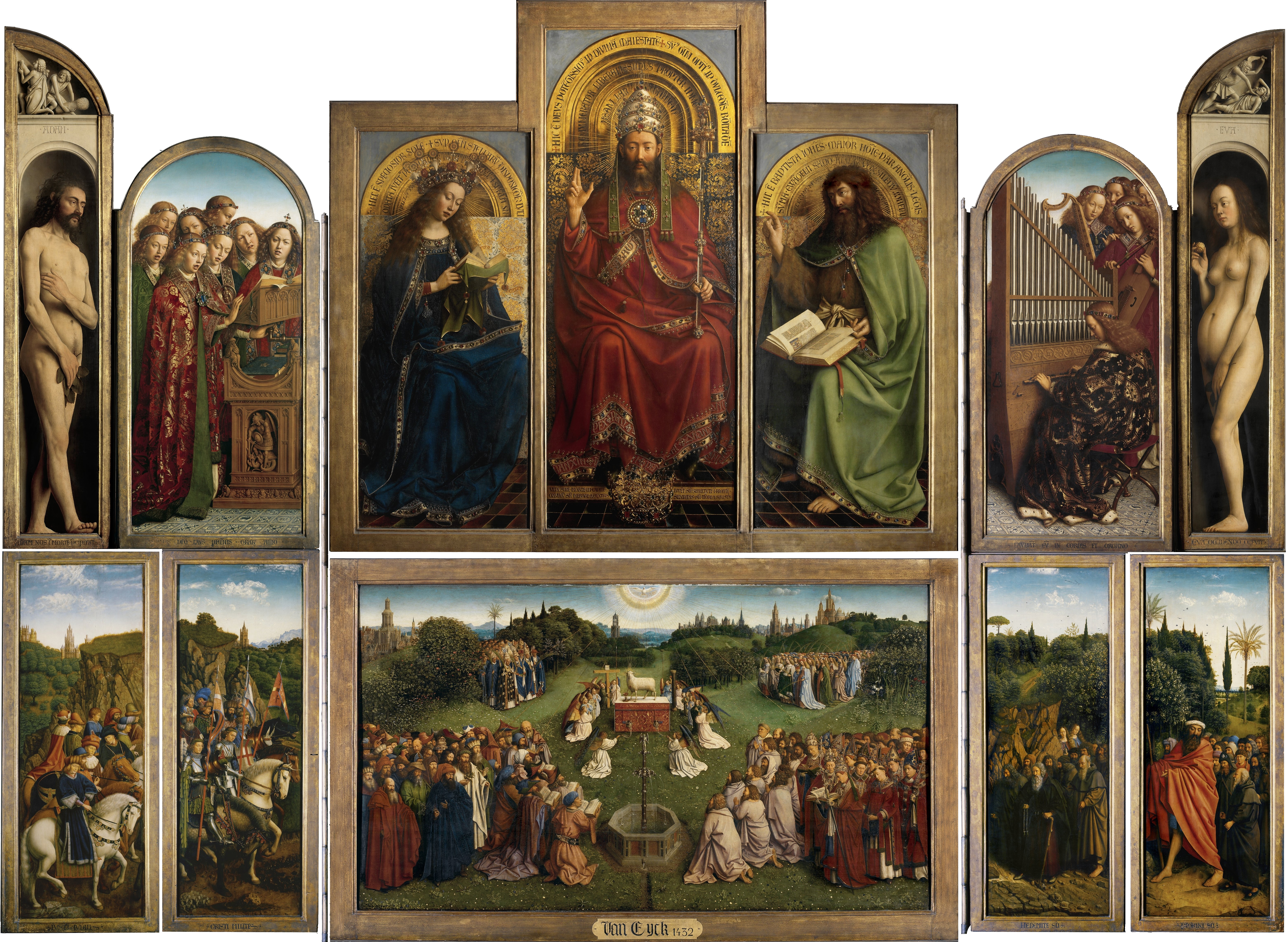
L'adoració de l'Anyell Místic de Jan van Eyck, conté elements innovadors com la presència per primer cop dels donants de l'obra

L'obra mostra un clar estil gòtic flamenc, desenvolupat pels primitius flamencs durant la primera meitat del segle xv, estenent-se des d'allà a la resta d'Europa i essent el seu principal realitzador el pintor Jan van Eyck. La seva principal novetat és la implantació de la tècnica de la pintura a l'oli i una minuciositat en la representació de tots els detalls, objectes, textures de les teles i per damunt de tot el fidel retrat dels personatges representats. Un altre aspecte a destacar en aquestes pintures és l'ús dels símbols: cada objecte acostuma a tenir un missatge. Van predominar els encàrrecs de tema religiós on, com a la Mare de Déu dels Consellers, apareixen retratats els «donants», és a dir, qui encarregava l'obra al pintor.
La segona meitat del segle xv, aquest estil es va estendre per tot Europa: a França va destacar Jean Fouquet; a Alemanya, Konrad Witz; a la Corona d'Aragó, sens dubte, el primer d'adoptar aquest nou estil va ser Lluís Dalmau, l'autor d'aquesta obra.

## Història
El Consell de Cent, a la seva reunió del 6 de juny de 1443, va acordar nomenar una comissió de dotze prohoms per a encarregar la pintura d'un retaule a un bon retratista: «lo millor e pus apte pintor qui encercar e trobar es pogués». Se'n volia substituir un altre de 1410 de fusta tallada obra del «fuster de retaules» Francesc Gener, ja que la capella era força pobra i que per aquesta raó «no és tengut en fama alguna per tots aquells qui ho miren axí estrangers com altres, havem del·liberat posar en lo dit Consell si hi fariem I retaule».
Entre 1434 i 1436, Bernat Martorell havia realitzat per a la capella de la Diputació del General de Catalunya un conjunt dedicat a sant Jordi, del qual se'n conserva la taula central a l'Art Institute of Chicago i les taules laterals al Museu del Louvre. Martorell va reflectir el millor de l'art europeu, implantant les tendències florentines a Catalunya. L'obra en qüestió probablement va suposar un contrast amb la decoració elemental de la capella de la Casa de la Ciutat, i els consellers van voler contractar una obra que, si més no, fos del mateix nivell que el retaule de la Diputació del General. Des de 1436, any de finalització del retaule de la Diputació, l'estil flamenc va imposar-se per sobre dels italians. La fama de la pintura de Jan van Eyck i de Rogier van der Weyden, així com la presència de Barthélemy van Eyck a la cort napolitana de Renat d'Anjou (1438-1442), varen decantar l'elecció de Dalmau i no de Martorell, que era el pintor més valorat del moment i dels que més treballaven a Barcelona.
El 4 de setembre de 1443 es va contractar a Barcelona pels consellers del Consell de Cent l'execució d'un retaule per a la capella de la Casa de la Ciutat, fent constar al contracte que seria «de bona fusta de roure de Flandes ben endrapat e enguixat».
Aquest fet constata l'interès dels consellers a comptar amb una obra singular, ja que la fusta utilitzada habitualment era l'àlber. El contracte també especificava la construcció d'una predel·la amb els escuts de la ciutat i tres imatges: una pietà al centre i un sant Joan Baptista i una Maria Magdalena als costats. Aquesta peça mai no s'ha conegut i es considera perduda, si bé, en opinió de Joaquim Folch i Torres, quan era director del museu d'Art de Catalunya, podria no haver existit mai i que la inexistència fos fruit d'un canvi respecte al contracte.
El 29 d'octubre Dalmau va realitzar un esbós de la composició que tindria la pintura que es va annexar al contracte.
El 26 de novembre d'aquest mateix any es va encarregar al fuster Francesc Gomar els treballs del marc d'aquest retaule segons disseny de Dalmau, que a més es va adornar amb pedreria. Arran de l'Exposició d'Art Antic de l'any 1902 o poc després, es van fer diversos canvis en relació amb el guardapols i amb la faixa de fusta situada a la part baixa de l'obra.

També el contracte especifica que Dalmau:
| « | pintarà en deguda proporció e mesura en lo mitg del dit retaule la imatge de nostra dona Sta. Maria seen en una sumptuosa cadira, ab l'infant Jhn. Al braç. ()...pintarà la imatge de la verge sta.Eulalia, patrona e singular avocada de la dita ciutat, tenint en la ma lo Eculeo del seu martiri. E aprés en la part dreta matexa pintarà tres dels dits honorables Consellers, ço es, mossen Johan Llull, mossen Francesch Lobet e mossen Johan de Junyent agenollats ab les mans junctes dreçants los uylls vers la imatge de la Verge Maria. ()... effigiats segons proporcions e habituts de lurs cossors, an les fax axi propies com ells vivents les han. | » |

La taula es va situar al centre de la capella de la casa de la Ciutat de Barcelona, a prop de l'actual Saló de Cent. Després, l'any 1847, a causa d'unes obres d'eliminació d'aquesta capella, el retaule va ser traslladat a l'església de Sant Miquel, situada al costat de l'ajuntament, fins que l'església va ser enderrocada el 1870, moment en el qual va passar a un magatzem de l'Ajuntament. El 1883, l'arxiver municipal Josep Puigarí li va fer uns repintes per tal d'exposar-la al públic. El 1892 es va plantejar fer-li una neteja i restauració més professionals, però no es va realitzar davant la manca de restauradors qualificats. El 1898, José Luis Pellicer, director del Museu Municipal de Belles Arts de Barcelona, es va interessar pel seu trasllat al museu, cosa que va succeir el 1902 com a dipòsit de l'Ajuntament de Barcelona, passant el 1934 al Museu Nacional d'Art de Catalunya al Palau Nacional de Montjuïc, on s'exposa actualment.
Finalment, l'any 1954 l'obra fou restaurada pel restaurador de museu Manuel Grau Mas, detectant-s'hi problemes importants en el sistema d'unió de les taules, a més de les afectacions de la capa pictòrica.

## Descripció
La superfície pintada mesura 272 × 276 cm; amb el marc inclòs, la seva dimensió màxima és de 311,5 × 311 cm. Està signat i datat al peu del tron de la Mare de Déu amb la inscripció «SUB ANNO MCCCCXLV PER LUDOVICUM DALMAU FUI DEPICTUM».
El retaule consta d'una sola taula, amb figures de mida natural, representant la Mare de Déu amb el Nen, asseguda sobre un tron d'estil gòtic recolzat sobre quatre lleons. Aquest tron està pintat amb ornaments d'escultures i es corona amb un alt dosser amb un pinacle al centre i altres dos més petits en ambdós costats. La Verge presenta una llarga cabellera ondulada per sobre d'ambdues espatlles i es cobreix amb un gran mantell de color blau enrivetat amb una sanefa d'or i perles, que es troba subjecte al pit amb un fermall d'orfebreria, mentre el Nen està cobert amb un vel transparent blanc i porta penjat al coll un amulet contra el mal d'ull fet d'una branca de corall vermell.

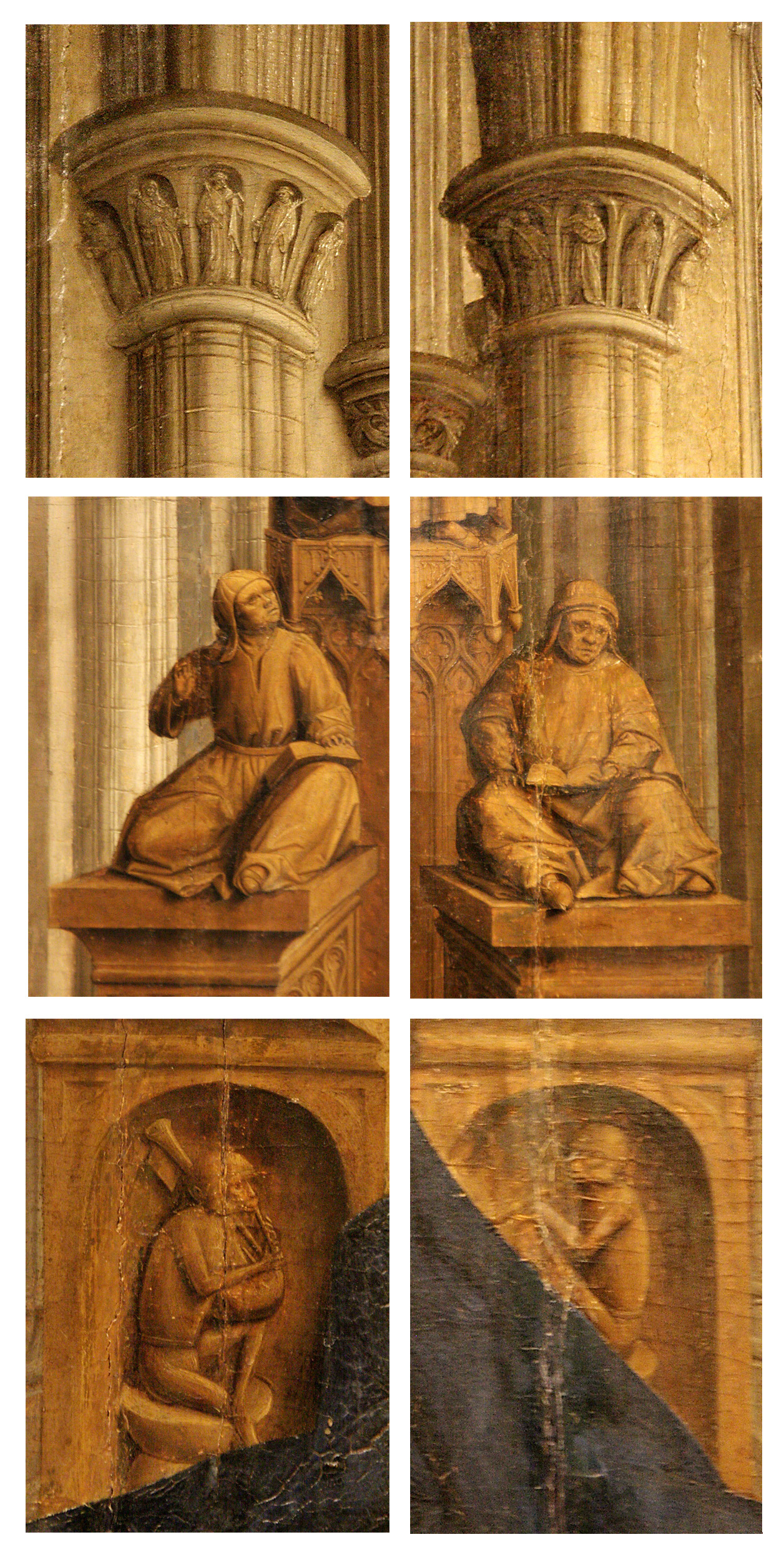
Talles iconogràfiques

L'escena s'ubica a l'interior d'una construcció gòtica que és una unió d'una estança amb mirador i una església. El primer espai és de planta rectangular i s'obre a l'exterior mitjançant quatre grans finestrals amb traceria semblants als de la façana gòtica de la Casa de la Ciutat de Barcelona. Per darrere del tron de la Mare de Déu es projecta una nau d'una església amb volta de creueria que mostra a les seves claus l'escut de la ciutat. Està suportada sobre columnes rematades amb capitells decorats amb motius fitomòrfics i figures humanes.
Amb l'ajut de la perspectiva, Dalmau condueix la mirada de l'espectador vers els quatre grans finestrals que limiten el transsepte, lloc on situa deu àngels cantors, i obre l'espai eclesiàstic a un paisatge on també són presents els simbolismes.
Els deu àngels cantors ubicats darrere els finestrals estan clarament inspirats en els personatges eyckians de L'adoració de l'Anyell Místic compartint fins i tot l'estil dels vestits. A les partitures s'observa que estan cantant el versicle 4.7 del Càntic dels Càntics «Tota pulcra es, amica mea, et macula non est in te», una clara referència a la Immaculada Concepció de Maria, mirall sense màcula. Un missatge coherent amb la pertinença dels donants a la confraria de la Immaculada Concepció. No hi ha instruments musicals, una al·lusió a la capacitat humana de fer música contrastant amb els micos de la part baixa dels braços del tron que, asseguts en un escambell, fan música amb una cornamusa i un flautí. En el context flamenc, el mico representa totes les qualitats indesitjables per les quals Eva va provocar la caiguda en el pecat. Aquesta simbologia es va fer servir com un atribut que contrasta amb Maria, la «nova Eva», que amb la seva perfecció elimina el pecat dels «antics»: Eva occidendo obfuit, Maria vivificando profuit. Dalmau va preferir ubicar aquests animals com a simbologia del pecat al lloc del tron marià on, en altres obres, s'acostuma a ubicar a Adam i Eva.
La capella on s'havia d'ubicar el retaule tenia només 4 metres d'ample amb arcs diafragmàtics, el que explica la forma apuntada. Degut a les reduïdes dimensions de la capella, Dalmau va decidir canviar els fons daurats que exigia el contracte per una mena de trompe-l'oeil que engrandís òpticament les dimensions de la capella amb la figuració de l'absis, el transsepte i del creuer d'una església com a lloc d'acollida de la visió de Maria, creant un efecte visual que ampliava l'espai de devoció. La ubicació de Maria just a l'espai del creuer confereix una significació especial a Maria i el Nen ubicat al lloc de l'altar, lloc de connexió entre el cel i la terra, entre la presència divina i els homes. La figuració de l'altar es veu reforçada per l'elevació del tron sobre quatre lleons en al·lusió al tron de Salomó i a la visió de Maria com Sedes sapientiae, una iconografia utilitzada pel Mestre de Flémalle i per Jan van Eyck. Amb el fons de temple Dalmau no només aconseguia una ampliació visual, sinó una elevació de categoria de la mateixa capella a un àmbit eclesiàstic nou i millor que el del pobre espai real que es va trobar.
En ambdós costats del tron de la Verge es troben sant Andreu i santa Eulàlia, els quals porten els atributs del seu martiri. La imatge de sant Andreu manté una gran semblança física amb el sant Joan Baptista de l'Anyell Místic de Van Eyck, amb qui comparteix el color verd del mantell. Els dos sants fan la presentació dels cinc consellers de la ciutat, que li havien fet l'encàrrec, agenollats amb les mans juntes en actitud d'oració en un primer terme i retratats fidelment, vestint gramalles vermelles folrades de pell i capirots de color grana. Es reconeixen el conseller en cap Joan Llull, Francesc Llobet, Joan Junyent, Ramon Savall i Antoni de Vilatorta. Cap dels Consellers no dirigeix la mirada cap a la Mare de Déu, la mirada dels personatges és absent, perduda, perquè només amb els ulls del cor es pot veure Maria. La celebració d'eleccions a consellers municipals es realitzava cada 30 de novembre, dia de sant Andreu, la qual cosa explica la presència d'aquest sant com a patró dels consellers. La composició de l'escena es pot considerar que reflectia, amb una adaptació plàstica, el format del Saló de Cent, que el 1401 tenia a la seva capçalera un conjunt escultòric amb santa Eulàlia, la Mare de Déu i sant Andreu, unes imatges que estaven adossades al mur i sota les quals se situaven les cadires del rei i dels consellers.
- Cantors del políptic de Van Eyck
- Sant Andreu i els cantors d'aquesta obra
- Sant Joan del políptic de Van Eyck

Les escultures que decoren l'ambient fan referència a l'Antic i el Nou Testament. Els capitells de les columnes del creuer, just a banda i banda del tron mostren sant Pere, a la dreta de Maria, i sant Joan Baptista a l'esquerra. Així, sant Pere com a cap de l'Església de Crist, i sant Joan Baptista, com a darrer profeta veterotestamentari, expliciten el Nou i Antic Testament. Les imatges esculpides al respatller del tron representen l'escena de la negació de sant Pere.［Mateu 26:69-74］ La ubicació d'aquesta imatge en el tron de Maria el configura com a càtedra de l'Església de Crist; el fet que, alhora, representi el tron de Salomó, al·ludeix a l'Església que la prefigura: la Sinagoga.
El paviment del sòl està realitzat copiant rajoles valencianes que formen un complex dibuix octogonal, al centre del qual hi ha unes peces amb l'escut de la ciutat de Barcelona, significant el caràcter institucional del comitent, que Dalmau dibuixa amb una complexa perspectiva cònica, molt diferent de la que va fer servir al retaule de sant Baldiri de Sant Boi de Llobregat, on va aplicar una quadrícula en escorç obtinguda amb fórmules de reducció progressiva dels intervals de profunditat mitjançant sèries numèriques.

## Anàlisi

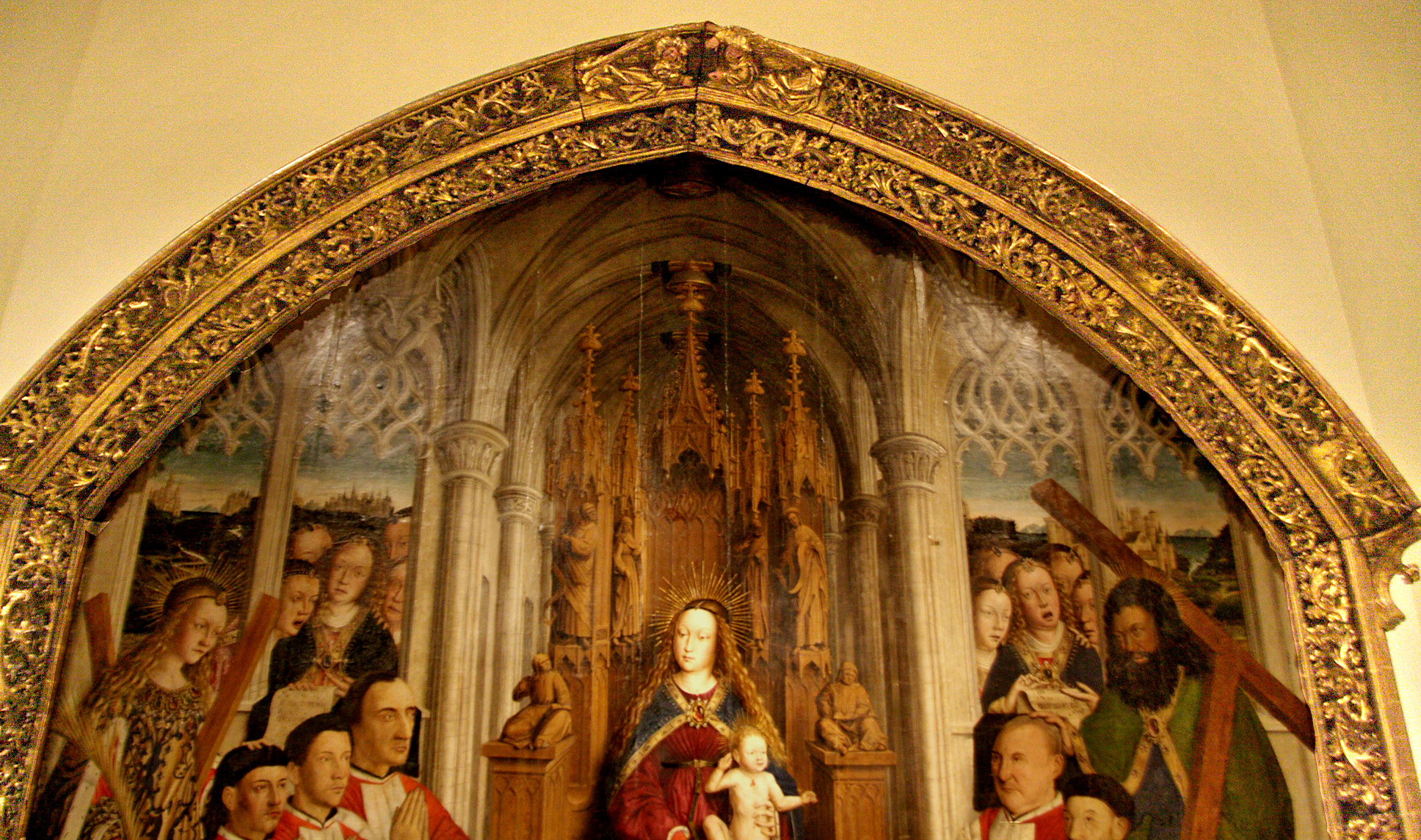
Detall de la traceria daurada del guardapols

Tres anys després de la mort de Van Eyck, Dalmau va aplicar a la seva obra tot el que va aprendre durant la seva estada a Flandes. El caràcter principal d'aquesta pintura és la gran mestria que demostra el pintor amb el retrat netament realista dels consellers. Són perfectes retrats que imiten la realitat al mínim detall. Encara que en general va seguir les pautes marcades en el contracte amb els consellers, en el suggeriment que el fons fos daurat, l'artista va imposar la seva interpretació més a prop del flamenquisme, en fer el canvi del daurat per la representació de paisatges al fons, després de les finestres de traceria gòtiques.
La utilització de la tècnica a l'oli, la presència de grisalles i la substitució del fons daurat per un paisatge indiquen el coneixement de l'estil flamenc. La ubicació de la Mare de Déu en el creuer d'una església va crear un efecte visual que ampliava l'espai de devoció i per això el pintor va circumscriure l'obra amb un guardapols similar a l'emmarcament d'una portalada amb una mena d'arquivolta de traceria de fusta daurada i dos àngels a la clau, i va representar el paviment en perspectiva cònica.

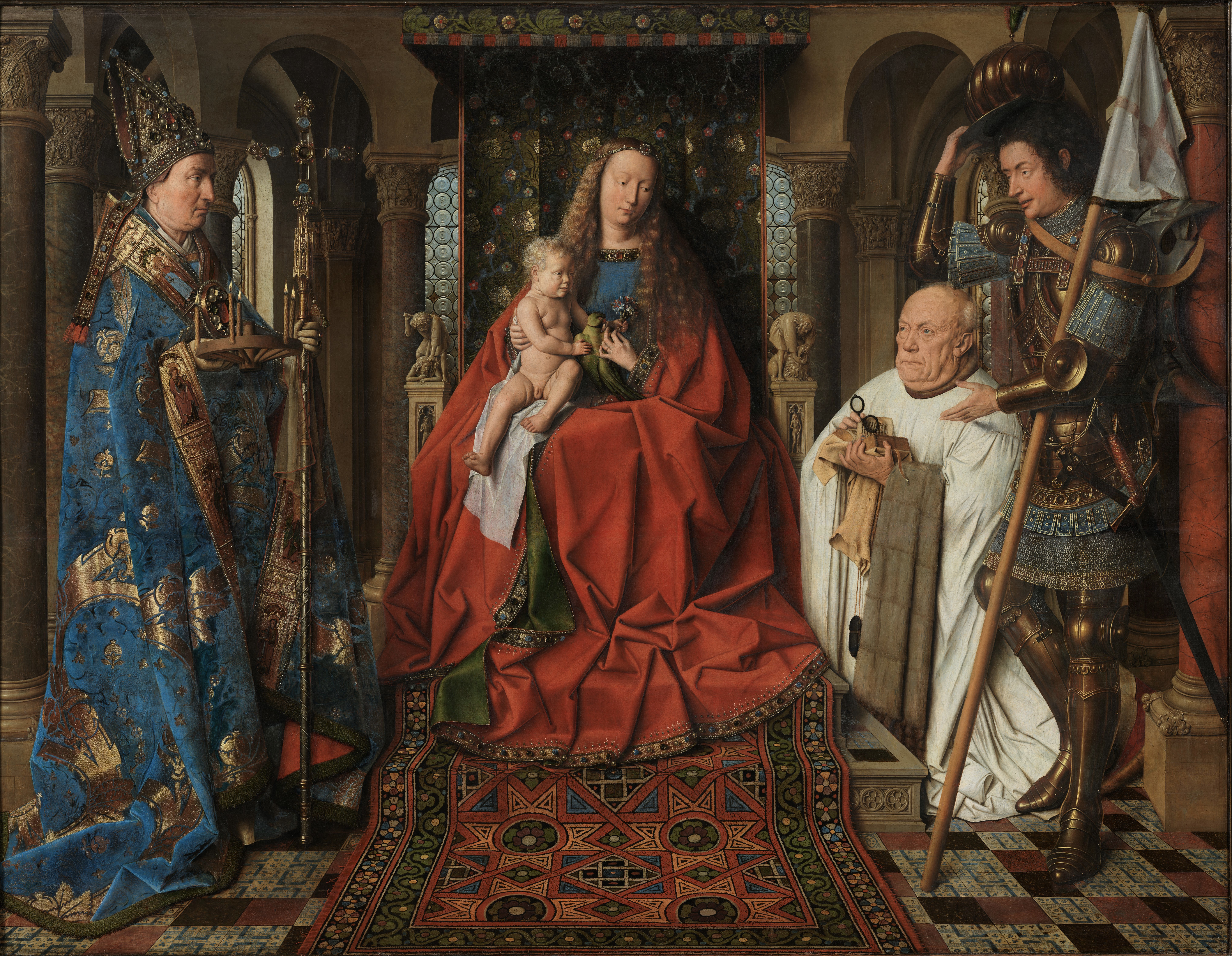
La Mare de Déu del canonge Van der Paele de Jan van Eyck, pintura amb la qual es compara la Mare de Déu dels Consellers de Lluís Dalmau

La pintura és una fidel seguidora de les realitzades pel mestre flamenc Jan van Eyck. Comparteix amb La Mare de Déu del canonge Van der Paele la composició, la ubicació dins d'un temple amb la Mare de Déu asseguda amb el Nen al centre de la imatge. Del Retaule de Gant del mateix autor va incorporar la imatge dels àngels cantors, la de sant Joan Baptista convertit aquí en sant Andreu, i el tipus de paisatge del fons, que Dalmau va fer servir en comptes del daurat que fixava el contracte.
Fa anys es creia que aquesta taula estava realitzada només al tremp; després d'un estudi dut a terme per Josep Gudiol Ricart va demostrar que estava pintada a l'oli amb el mateix sistema emprat pels pintors flamencs, als quals se'ls atribueix la perfecció i l'aplicació d'aquesta tècnica.

### Anàlisi de la tècnica pictòrica
La capa de preparació feta servir per Dalmau en aquesta obra és feta de guix, sulfat de calci hidratat amb aglutinant proteic (cola animal), seguint la tradició gòtica catalana i italiana. És una diferència respecte a la pintura flamenca de Van Eyck, que utilitzava carbonat de calci. Sobre la capa de preparació hi ha una capa fina de medi orgànic, per tal d'actuar d'impermeabilitzant i impedir l'absorció de l'aglutinant de les capes cromàtiques per part de la capa porosa de guix. Aquesta tècnica és igual que la seguida per Van Eyck a L'adoració de l'Anyell Místic i no es troba a les pintures de Bernat Martorell ni de Jaume Huguet.
Si bé la tècnica de pintura a l'oli no era nova, l'ús d'aquest material com a aglutinant només s'utilitzava en determinats colors. Així, per exemple, Jaume Huguet tot i fer servir tremp d'ou com a aglutinant, feia servir oli per al pigment verd. Els avenços aconseguits en l'obtenció i purificació dels olis i dissolvents a començaments del segle xv van produir un canvi liderat per Flandes i estès progressivament per Europa. En aquesta obra, tots els pigments estan aglutinats amb oli assecant. Els pigments utilitzats són: blanc de plom (carbonat de plom); estannat de plom per al groc; el blau es basa en atzurita, carbonat bàsic de coure i lapislàtzuli; el verd està format per acetats bàsics de coure obtinguts sintèticament amb coure i vinagre; el color vermell és de dos tipus, basant-se en cinabri barrejat amb blanc de plom i un altre amb una laca de tipus animal.
La forma com empra la tècnica a l'oli amb capes superposades i barreges cromàtiques, així com els materials pictòrics emprats, relacionen l'obra de Dalmau directament amb les taules flamenques contemporànies de Jan van Eyck.